# 常福
常福（？—？），满洲人，是一名清朝政治人物。
常福曾于1857年接替姚禄龄任金山县知县一职，1858年由桂葆接任。